# العلاقات الجيبوتية الكازاخستانية
العلاقات الجيبوتية الكازاخستانية هي العلاقات الثنائية التي تجمع بين جيبوتي وكازاخستان.

## مقارنة بين البلدين
هذه مقارنة عامة ومرجعية للدولتين:
| وجه المقارنة                                              | جيبوتي                    | كازاخستان                      |
| --------------------------------------------------------- | ------------------------- | ------------------------------ |
| المساحة (كم2)                                             | 23.20 ألف                 | 2.72 مليون                     |
| عدد السكان (نسمة)                                         | 956.99 ألف                | 17.95 مليون                    |
| الكثافة السكانية (ن./كم²)                                 | 41.25                     | 6.6                            |
| العاصمة                                                   | جيبوتي                    | نور سلطان                      |
| اللغة الرسمية                                             | لغة فرنسية، اللغة العربية | اللغة القازاقية، اللغة الروسية |
| العملة                                                    | فرنك جيبوتي               | تينغ كازاخستاني                |
| الناتج المحلي الإجمالي (بليون دولار)                      | 1.84 مليار                | 159.41 مليار                   |
| الناتج المحلي الإجمالي (تعادل القوة الشرائية) بليون دولار | 3.10 مليار                | 439.39 مليار                   |
| الناتج المحلي الإجمالي الاسمي للفرد دولار أمريكي          | 1.95 ألف                  | 10.51 ألف                      |
| الناتج المحلي الإجمالي للفرد دولار أمريكي                 | 3.27 ألف                  | 24.23 ألف                      |
| مؤشر التنمية البشرية                                      | 0.470                     | 0.788                          |
| رمز المكالمات الدولي                                      | +253                      | +7                             |
| رمز الإنترنت                                              | .dj                       | .kz، .қаз ‏                     |
| المنطقة الزمنية                                           | ت ع م+03:00               | ت ع م+05:00، ت ع م+06:00       |

## منظمات دولية مشتركة
يشترك البلدان في عضوية مجموعة من المنظمات الدولية، منها:
| علم المنظمة | اسم المنظمة                        | تاريخ انضمام جيبوتي | تاريخ انضمام كازاخستان |
| ----------- | ---------------------------------- | ------------------- | ---------------------- |
|             | منظمة التعاون الإسلامي             | ?                   | ?                      |
|             | الاتحاد البريدي العالمي            | ?                   | ?                      |
|             | يونسكو                             | 31 أغسطس 1989       | 22 مايو 1992           |
|             | البنك الدولي للإنشاء والتعمير      | 1 أكتوبر 1980       | 23 يوليو 1992          |
|             | وكالة ضمان الاستثمار متعدد الأطراف | 12 يناير 2007       | 12 أغسطس 1993          |
|             | الاتحاد الدولي للاتصالات           | 22 نوفمبر 1977      | 23 فبراير 1993         |
|             | منظمة الشرطة الجنائية الدولية      | ?                   | ?                      |
|             | مؤسسة التمويل الدولية              | 1 أكتوبر 1980       | 30 سبتمبر 1993         |
|             | الأمم المتحدة                      | 20 سبتمبر 1977      | 2 مارس 1992            |
|             | مؤسسة التنمية الدولية              | 1 أكتوبر 1980       | 23 يوليو 1992          |
|             | منظمة حظر الأسلحة الكيميائية       | ?                   | ?                      |

## وصلات خارجية
- موقع وزارة الخارجية الكازاخستانية